# Birwadi
Birwadi là một thị trấn thống kê (census town) của quận Raigarh thuộc bang Maharashtra, Ấn Độ.

## Nhân khẩu
Theo điều tra dân số năm 2001 của Ấn Độ, Birwadi có dân số 7271 người. Phái nam chiếm 54% tổng số dân và phái nữ chiếm 46%. Birwadi có tỷ lệ 75% biết đọc biết viết, cao hơn tỷ lệ trung bình toàn quốc là 59,5%: tỷ lệ cho phái nam là 80%, và tỷ lệ cho phái nữ là 68%. Tại Birwadi, 16% dân số nhỏ hơn 6 tuổi.